# Julia Mamaea

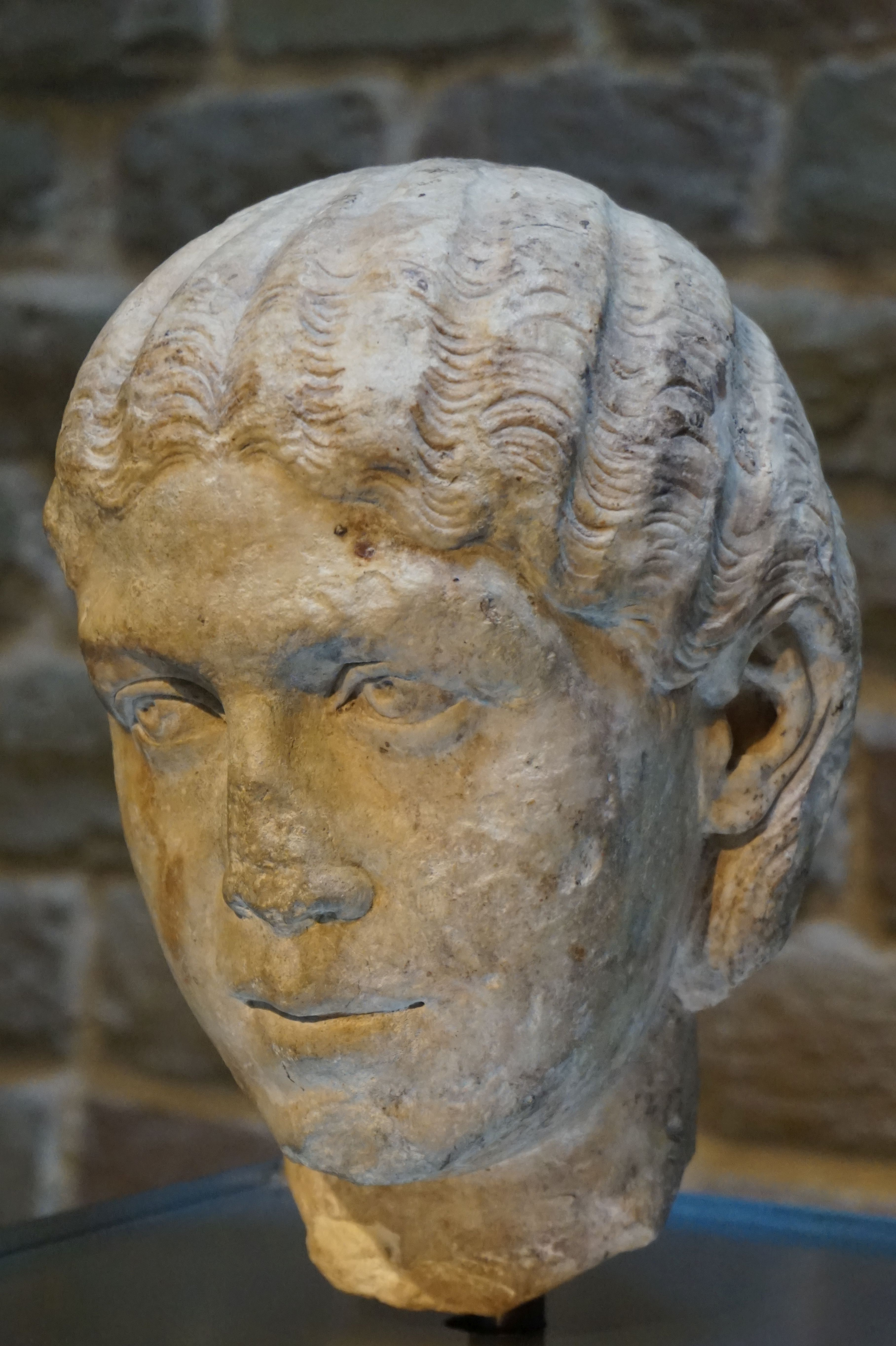
Büste der Julia Mamaea aus der Regierungszeit ihres Sohnes im Römisch-Germanischen Museum in Köln

Julia Avita Mamaea (inschriftlich auch Mamea, altgriechisch Ἰουλία Μαμαία Ioulia Mamaia; † März 235 in der Nähe von Mogontiacum) war die Mutter des römischen Kaisers Severus Alexander, der von 222 bis 235 regierte. Anfangs war sie wegen des jugendlichen Alters ihres Sohnes faktisch Regentin, aber auch nachdem er das Erwachsenenalter erreicht hatte, blieb sie die dominierende Gestalt am Hof. Ihre Machtstellung war jedoch prekär, da sie sich weder bei den Prätorianern noch im Heer Autorität verschaffen konnte. Schließlich wurden Alexander und Mamaea auf einem Germanenfeldzug bei einem Soldatenaufstand ermordet. Damit ging die Dynastie der Severer unter. Es folgte die Epoche der Soldatenkaiser.

## Leben

### Herkunft, Jugend und Leben als Ehefrau
Mamaeas mütterliche Vorfahren stammten aus der syrischen Stadt Emesa (heute Homs). Dort erfreute sich die sehr reiche Familie ihrer Mutter Julia Maesa hohen Ansehens. In dieser Familie war das Amt des Oberpriesters des Sonnengottes Elagabal erblich. Der Elagabal-Kult spielte im religiösen Leben der Emesener eine zentrale Rolle. Vielleicht stammte Mamaeas Familie von dem arabischen Fürstengeschlecht ab, das die Stadt noch im 1. Jahrhundert beherrscht hatte, bevor Emesa in die römische Provinz Syria eingegliedert wurde. Jedenfalls ist im 1. Jahrhundert eine Frau namens Julia Mamaea bezeugt, die wohl eine Schwester des letzten namentlich bekannten Fürsten von Emesa, Sohaemus, war. Sie heiratete den König Polemon II. von Pontos.
Maesa war mit dem Ritter Gaius Julius Avitus Alexianus, der ebenfalls Syrer war, verheiratet. Mamaea verbrachte ihre Kindheit wohl mit ihren Eltern und ihrer älteren Schwester Julia Soaemias in ihrer syrischen Heimat.
Die entscheidende Weichenstellung für Mamaeas Leben war die Heirat ihrer Tante Julia Domna, der Schwester Julia Maesas, mit dem Afrikaner Septimius Severus. Als diese Ehe im Jahr 187 geschlossen wurde, war der Aufstieg des Severus zur höchsten Würde im Staat noch nicht abzusehen. Im „zweiten Vierkaiserjahr“ 193 wurde er zum Kaiser erhoben. In den folgenden Bürgerkriegen konnte sich Severus gegen seine Rivalen durchsetzen. Mit seinem Herrschaftsantritt gelangte auch die Sippe seiner Schwägerin ins Zentrum der Macht. Schon bald nach seiner Machtübernahme sorgte Severus dafür, dass Mamaeas Vater Avitus, der Gatte seiner Schwägerin, in den Senatorenstand aufgenommen wurde. Um 198/200 war Avitus Suffektkonsul. 208–211 nahm er am Britannienfeldzug des Kaisers teil. Unter Severus’ Sohn und Nachfolger Caracalla, der von 211 bis 217 regierte, war Avitus erst Statthalter der Provinz Dalmatia, dann Proconsul der Provinz Asia.
Mamaea heiratete erst einen Konsular, dessen Name unbekannt ist, dann den Procurator Gessius Marcianus, der auch aus Syrien stammte. Seine Heimatstadt war Arca Caesarea, das heutige Arqa im Libanon. Dort gebar sie am 1. Oktober 208 ihren einzigen Sohn Bassianus Alexianus, den künftigen Kaiser Severus Alexander. Gessius Marcianus hatte damals bereits eine Tochter, die 218 schon verheiratet war; möglicherweise stammte sie aus einer früheren Ehe des Prokurators. Angaben über eine weitere Tochter sind fiktiv. Zumindest zeitweilig hat Mamaea am Hof des Kaisers Caracalla gelebt, der als Sohn Julia Domnas ihr Vetter war.
|                         |                         |                         |                         |                         |                         |  |  |                           |                           |                           |                           | Julius Bassianus          |                           |  |  |             |             |             |             |             |             |  |  |                           |                           |                           |                           |                           |                           |  |  |  |  |  |  |  |  |  |  |  |  |  |  |  |  |  |  |  |  |  |  |  |  |
|                         |                         |                         |                         |                         |                         |  |  |                           |                           |                           |                           |                           |                           |  |  |             |             |             |             |             |             |  |  |                           |                           |                           |                           |                           |                           |  |  |  |  |  |  |  |  |  |  |  |  |  |  |  |  |  |  |  |  |  |  |  |  |
|                         |                         |                         |                         |                         |                         |  |  |                           |                           |                           |                           |                           |                           |  |  |             |             |             |             |             |             |  |  |                           |                           |                           |                           |                           |                           |  |  |  |  |  |  |  |  |  |  |  |  |  |  |  |  |  |  |  |  |  |  |  |  |
| Julius Avitus Alexianus | Julius Avitus Alexianus | Julius Avitus Alexianus | Julius Avitus Alexianus | Julius Avitus Alexianus | Julius Avitus Alexianus |  |  | Julia Maesa               | Julia Maesa               | Julia Maesa               | Julia Maesa               | Julia Maesa               | Julia Maesa               |  |  | Julia Domna | Julia Domna | Julia Domna | Julia Domna | Julia Domna | Julia Domna |  |  | Septimius Severus 193–211 | Septimius Severus 193–211 | Septimius Severus 193–211 | Septimius Severus 193–211 | Septimius Severus 193–211 | Septimius Severus 193–211 |  |  |  |  |  |  |  |  |  |  |  |  |  |  |  |  |  |  |  |  |  |  |  |  |
| Julius Avitus Alexianus | Julius Avitus Alexianus | Julius Avitus Alexianus | Julius Avitus Alexianus | Julius Avitus Alexianus | Julius Avitus Alexianus |  |  | Julia Maesa               | Julia Maesa               | Julia Maesa               | Julia Maesa               | Julia Maesa               | Julia Maesa               |  |  | Julia Domna | Julia Domna | Julia Domna | Julia Domna | Julia Domna | Julia Domna |  |  | Septimius Severus 193–211 | Septimius Severus 193–211 | Septimius Severus 193–211 | Septimius Severus 193–211 | Septimius Severus 193–211 | Septimius Severus 193–211 |  |  |  |  |  |  |  |  |  |  |  |  |  |  |  |  |  |  |  |  |  |  |  |  |
|                         |                         |                         |                         |                         |                         |  |  |                           |                           |                           |                           |                           |                           |  |  |             |             |             |             |             |             |  |  |                           |                           |                           |                           |                           |                           |  |  |  |  |  |  |  |  |  |  |  |  |  |  |  |  |  |  |  |  |  |  |  |  |
|                         |                         |                         |                         |                         |                         |  |  |                           |                           |                           |                           |                           |                           |  |  |             |             |             |             |             |             |  |  |                           |                           |                           |                           |                           |                           |  |  |  |  |  |  |  |  |  |  |  |  |  |  |  |  |  |  |  |  |  |  |  |  |
| Julia Soaemias          | Julia Soaemias          | Julia Soaemias          | Julia Soaemias          | Julia Soaemias          | Julia Soaemias          |  |  | Julia Mamaea              | Julia Mamaea              | Julia Mamaea              | Julia Mamaea              | Julia Mamaea              | Julia Mamaea              |  |  | Geta 211    | Geta 211    | Geta 211    | Geta 211    | Geta 211    | Geta 211    |  |  | Caracalla 211–217         | Caracalla 211–217         | Caracalla 211–217         | Caracalla 211–217         | Caracalla 211–217         | Caracalla 211–217         |  |  |  |  |  |  |  |  |  |  |  |  |  |  |  |  |  |  |  |  |  |  |  |  |
| Julia Soaemias          | Julia Soaemias          | Julia Soaemias          | Julia Soaemias          | Julia Soaemias          | Julia Soaemias          |  |  | Julia Mamaea              | Julia Mamaea              | Julia Mamaea              | Julia Mamaea              | Julia Mamaea              | Julia Mamaea              |  |  | Geta 211    | Geta 211    | Geta 211    | Geta 211    | Geta 211    | Geta 211    |  |  | Caracalla 211–217         | Caracalla 211–217         | Caracalla 211–217         | Caracalla 211–217         | Caracalla 211–217         | Caracalla 211–217         |  |  |  |  |  |  |  |  |  |  |  |  |  |  |  |  |  |  |  |  |  |  |  |  |
| Elagabal 218–222        | Elagabal 218–222        | Elagabal 218–222        | Elagabal 218–222        | Elagabal 218–222        | Elagabal 218–222        |  |  | Severus Alexander 222–235 | Severus Alexander 222–235 | Severus Alexander 222–235 | Severus Alexander 222–235 | Severus Alexander 222–235 | Severus Alexander 222–235 |  |  |             |             |             |             |             |             |  |  |                           |                           |                           |                           |                           |                           |  |  |  |  |  |  |  |  |  |  |  |  |  |  |  |  |  |  |  |  |  |  |  |  |

### Krisenzeiten
Am 8. April 217 wurde Kaiser Caracalla in Mesopotamien ermordet. Nachfolger wurde sein Prätorianerpräfekt Macrinus, der an dem Mordkomplott beteiligt war. Damit war die Dynastie der Severer vorerst entmachtet. Für die syrische Sippe, der Mamaea mütterlicherseits angehörte, hatte dies die Vertreibung aus dem Machtzentrum zur Folge. Julia Domna nahm sich das Leben. Mamaeas ehrgeizige Mutter Maesa musste auf Befehl des neuen Kaisers Macrinus Rom verlassen und sich in ihre syrische Heimat zurückziehen. Avitus, der Vater Mamaeas, starb 217/218 in hohem Alter. Auch ihr Mann Gessius Marcianus ist wahrscheinlich spätestens in den Wirren dieser Krisenzeit ums Leben gekommen, denn in der Folgezeit verlautet von ihm nichts mehr.
Da die Nachkommenschaft des Kaisers Septimius Severus nun ausgestorben war, wollte Maesa ihren eigenen männlichen Nachkommen die Kaiserwürde verschaffen, obwohl sie mit dem Dynastiegründer Severus nicht blutsverwandt, sondern nur verschwägert war. Dafür kamen ihre beiden unmündigen Enkel in Betracht: der später unter dem Spitznamen Elagabal bekannte Varius Avitus, dessen Mutter Mamaeas ältere Schwester Julia Soaemias war, und der Sohn Mamaeas. Um ihrem Vorhaben Plausibilität zu verschaffen, ließ Maesa unter den in der Nähe von Emesa stationierten Soldaten das Gerücht verbreiten, ihre Enkel seien uneheliche Kinder des bei den Soldaten sehr beliebten Kaisers Caracalla. Damit schuf sie den Anlass zu einer Militärrebellion gegen den unpopulären Macrinus. Im Mai 218 wurde der vierzehnjährige Elagabal von meuternden Soldaten zum Kaiser ausgerufen. Dies wurde der Tochter (oder Stieftochter) Mamaeas, die sich im Machtbereich des Macrinus aufhielt, zum Verhängnis; der Prätorianerpräfekt Ulpius Julianus ließ sie und ihren Mann umbringen, sobald er von der Rebellion erfuhr. In Rom erklärte der Senat die führenden Köpfe des Aufstands zu Staatsfeinden; dabei wurde auch Mamaea namentlich genannt.
Der Aufstand breitete sich rasch aus. Macrinus, der sich in Syrien aufhielt, wurde am 8. Juni 218 besiegt und bald danach getötet. Darauf konnte sich Maesa mit ihren Töchtern und Enkeln auf den Weg nach Rom machen. Die Reise ging nur langsam voran; erst im Sommer 219 traf die Familie des neuen Herrschers Elagabal in Rom ein. Maesa übernahm für den unmündigen Elagabal die Regentschaft. Fortan lebten auch Mamaea und ihr Sohn in der Hauptstadt des Reichs am Kaiserhof.
Bald erwies sich der jugendliche Kaiser Elagabal als eigenwillig und beratungsresistent und machte sich allgemein verhasst. Dadurch entstand eine sehr gefährliche Krise, die sich 220/221 zuspitzte. Daher begannen Maesa und Mamaea, den Sohn Mamaeas als künftigen Nachfolger seines Vetters Elagabal aufzubauen. Da der neue Hoffnungsträger ebenso wie Elagabal als unehelicher Sohn Caracallas galt, war er in den Augen der dynastisch denkenden Soldaten, die Caracalla verehrten, für die Kaiserwürde qualifiziert. Am 26. Juni 221 adoptierte Elagabal seinen Vetter, dessen Anspruch auf die Nachfolge mit der Verleihung des Caesar-Titels anerkannt wurde. Zugleich änderte der neue Caesar seinen Namen, er nannte sich fortan Alexander. Als Elagabal die Gefahr, die ihm von seinem Vetter drohte, erkannte, versuchte er wiederholt ihn umzubringen. Zwischen den beiden Rivalen und ihren Müttern entwickelte sich ein Existenzkampf, in dem Maesa auf der Seite Mamaeas stand. Meuternde Soldaten, von Mamaea gesteuert, ermordeten am 11. März 222 Julia Soaemias und Elagabal. Der dreizehnjährige Alexander konnte sogleich ohne Schwierigkeiten die Kaiserwürde übernehmen.

### Rolle in der Regierungszeit Alexanders

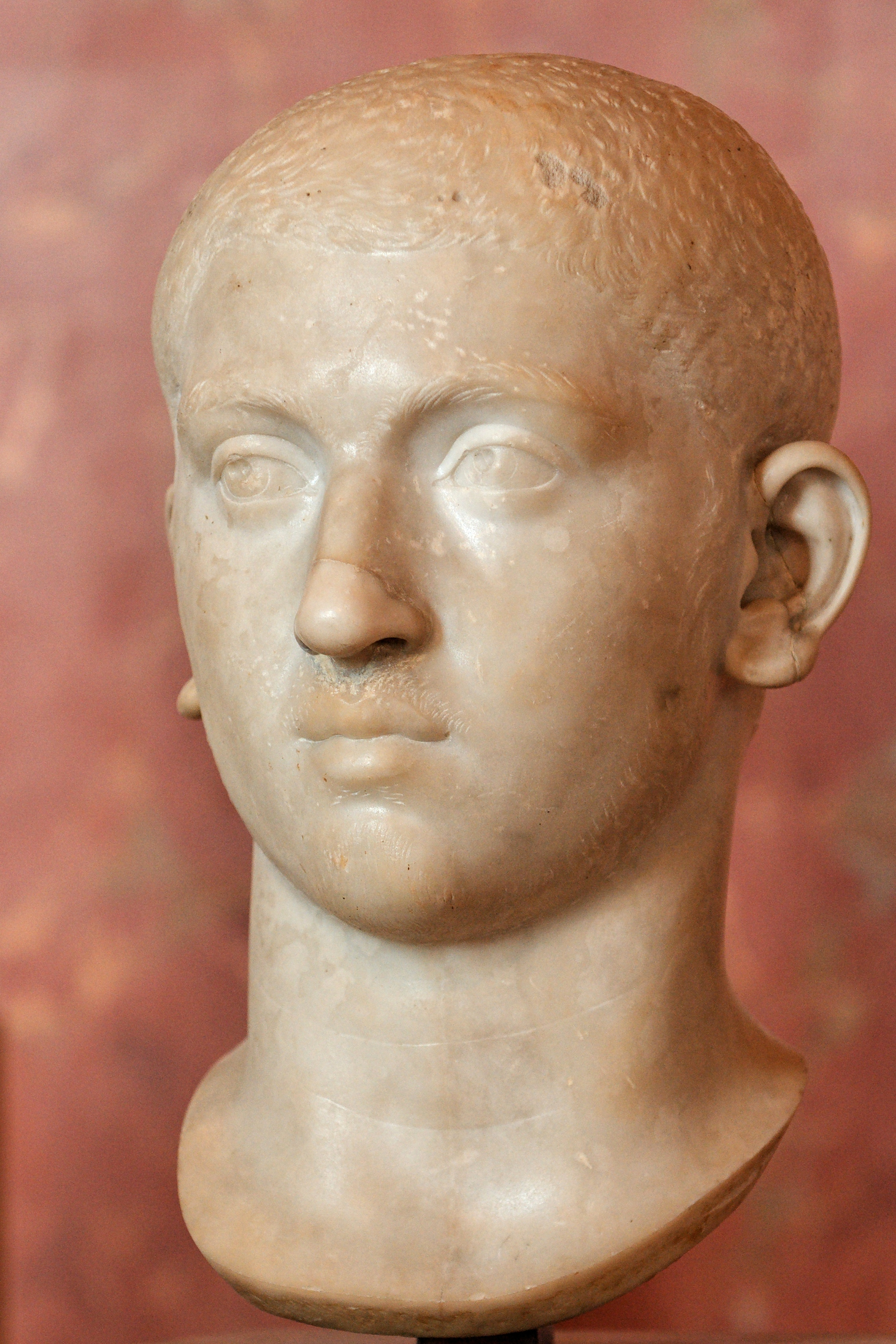
Büste des Severus Alexander im Louvre

Im Unterschied zu Elagabal erwies sich Alexander als einsichtig und gehorsam. Mamaea ließ ihn sorgfältig erziehen. Anfangs führten Maesa und Mamaea gemeinsam die Regentschaft. Ihr Augenmerk galt zunächst der Sympathiegewinnung im Senat, wo Elagabals als provokant empfundenes Verhalten stärkste Irritationen ausgelöst hatte. Nun wurde demonstrativ ein senatsfreundlicher Kurs eingeschlagen und die Wertschätzung für traditionelle römische Tugenden und Werte betont. Die Einsetzung eines Beratergremiums von sechzehn angesehenen Senatoren dokumentierte den Richtungswechsel. Diese Politik fand im Senat Anklang; der Senator und Geschichtsschreiber Cassius Dio stellte mit Befriedigung fest, Mamaea habe ihrem Sohn kluge Berater besorgt. Sie habe unter den Senatoren die besten Ratgeber auszuwählen gewusst und sie dann in allen Angelegenheiten ins Vertrauen gezogen.
Unklar ist, ob Maesa und Mamaea harmonisch zusammenwirkten oder ob es – wie manche Forscher vermuten – einen Machtkampf zwischen einer Partei Maesas und einer Gegenpartei Mamaeas gab. Falls es zu einer Rivalität gekommen sein sollte, kann sie nicht lange gedauert haben, denn Maesa, die damals schon betagt war, ist wohl um 224/225 gestorben. Fortan führte die machtbewusste und durchsetzungsfähige Mamaea, die schon seit 222 den Titel Augusta trug, allein die Regierung.

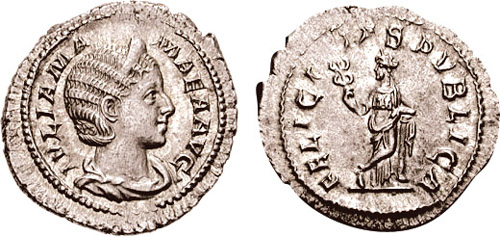
Denar Mamaeas

Auch nach Erreichung des Mannesalters blieb Alexander in hohem Maße unter dem Einfluss seiner Mutter. Ihre fortdauernde Machtstellung wird von Inschriften und Münzen eindrucksvoll dokumentiert. Wie schon Julia Domna trug sie die Ehrentitel „Mutter des Feldlagers“ (mater castrorum), „Mutter des Senats“ und „Mutter des Vaterlands“. Die offizielle Titulatur wurde von übereifrigen Verehrern noch erweitert: Eine hispanische Inschrift verherrlichte Mamaea als Mutter des Kaisers, des Feldlagers, des Senats, des Vaterlands und des ganzen Menschengeschlechts, eine thrakische sogar als „Herrin der Welt“.
Die Ehrungen konnten aber nicht verbergen, dass Mamaeas Machtbasis sehr schmal und ihre Herrschaft stets prekär war. Ihre Schwäche wurde auf drastische Weise augenfällig, als ihr Günstling Ulpian einen tödlichen Machtkampf verlor. Ulpian, ein bedeutender Jurist, dem Mamaea das Oberkommando über die Prätorianer anvertraut hatte, musste bei einer Prätorianermeuterei in den Kaiserpalast flüchten. Nicht einmal dort konnte ihn Mamaea schützen; in ihrer und Alexanders Anwesenheit wurde er von den Prätorianern ermordet.
Mit einem völligen Fehlschlag endete Mamaeas Versuch, durch Verheiratung Alexanders den Fortbestand der Dynastie zu sichern. Sie suchte für ihren Sohn die Patrizierin Orbiana als Gattin aus, doch die 225 geschlossene Ehe scheiterte schon zwei Jahre später, nachdem Mamaea in einen Machtkampf mit ihrer Schwiegertochter und deren Vater Seius Sallustius geraten war. Der Konflikt führte 227 zur Auflösung der Ehe und zur Verbannung Orbianas nach Afrika. Seius Sallustius, der versucht hatte, die Prätorianer gegen Mamaea aufzuwiegeln, wurde hingerichtet. Nach dieser Erfahrung ließ Mamaea eine neue Heirat ihres Sohnes nicht zu. Offenbar sah sie in jeder Verschwägerung des Kaiserhauses mit einer fremden Sippe eine Bedrohung ihrer Macht. Aus Angst vor diesem Risiko setzte sie aber den Fortbestand der Dynastie aufs Spiel. Eine Regelung der Nachfolge unterblieb bis zum Ende von Alexanders Regierungszeit.

### Religionspolitik
Die für die Römer anstößige Religionspolitik Elagabals, der den syrischen Kult des Sonnengottes nach Rom gebracht hatte, wurde gleich nach seinem Sturz rückgängig gemacht. Gegenüber den Christen, die schon unter Elagabal von Verfolgungen verschont geblieben waren, zeigte Mamaea Toleranz. Sie soll in Antiocheia mit dem bedeutenden christlichen Theologen Origenes zusammengetroffen sein. Hippolyt von Rom, ein prominenter Kirchenvater, widmete ihr einen – in Bruchstücken erhaltenen – Traktat über die Auferstehung. Daher kann eine Nähe Mamaeas zum Christentum vermutet werden, doch war sie sicher nicht Christin im Sinne eines konsequenten Bekenntnisses. Wahrscheinlich neigten Mamaea und Alexander zum Synkretismus, zur Vermischung von Gedankengut verschiedener Religionen, zu denen auch das Christentum gehörte. Mit dem Exklusivitätsanspruch des Christentums war eine solche Haltung unvereinbar.

### Der Weg in die Katastrophe
Alexander sah sich zu großen Feldzügen gezwungen. Erst musste er 232 im Osten einen gefährlichen Angriff des persischen Königs Ardaschir I. abwehren, dann in der zweiten Jahreshälfte 234 oder Anfang 235 an die Rheingrenze eilen, um einen Germaneneinfall zurückzuschlagen. Mamaea war stets dabei und spielte wie immer eine maßgebliche Rolle. Sie scheute die Risiken militärischer Auseinandersetzungen und zog Verhandlungslösungen vor. Für die Wünsche der von Septimius Severus und Caracalla verwöhnten Soldaten nach Geldgeschenken brachte sie kein Verständnis auf. Lieber wollte sie auf dem Germanenfeldzug vorhandene Geldmittel dazu verwenden, den Frieden zu erkaufen. Bei den Soldaten führte diese Aussicht zu Erbitterung, denn sie hofften auf Sieg und Beute. Sie hassten Mamaea, die sie für knauserig hielten, und konnten bei einem Regierungswechsel mit finanzieller Großzügigkeit des neuen Herrschers rechnen. Daher kam es zu einer Rebellion. Meuternde Soldaten erhoben den Offizier Maximinus Thrax zum Gegenkaiser. Nun trat die Brüchigkeit der Herrschaft Alexanders dramatisch zutage; niemand wollte für ihn kämpfen. Auf den Befehl des Maximinus wurden Mamaea und Alexander im März 235 in der Nähe von Mogontiacum in ihrem Zelt im Feldlager ermordet. Der Todesort vicus Britanniae wird von manchen Forschern mit Mainz-Bretzenheim identifiziert, doch ist diese Lokalisierung sehr umstritten.

## Rezeption

### Antike und Mittelalter
Unklar ist, ob der neue Kaiser Maximinus nach dem Mord an seinem Vorgänger über Alexander eine formelle damnatio memoriae verhängen ließ und ob eine solche Maßnahme, wie oft angenommen wird, auch Mamaea und weitere Angehörige traf. Im Rahmen einer solchen Auslöschung der Erinnerung pflegte man die Bildnisse der verfemten Personen systematisch zu zerstören. Eine Bezeugung in erzählenden Quellen fehlt, doch wurden einige Bildnisse Alexanders und seiner Mutter verstümmelt und ihre Namen auf einigen Inschriften getilgt. Möglicherweise handelte es sich dabei nicht um staatlich angeordnete Maßnahmen, sondern um spontane Aktionen. Da eine relativ große Zahl von Rundplastiken Mamaeas – Büsten und Statuenköpfe – erhalten geblieben ist, scheint es zu einer systematischen Zerstörung nicht gekommen zu sein.
Die Quellenlage ist ungünstig. Der generell zuverlässige Zeitgenosse Cassius Dio bietet nur wenig Information über Mamaea, außerdem bricht sein Geschichtswerk schon vor dem Beginn des Germanenfeldzugs ab. Die Hauptquellen sind der ebenfalls zeitgenössische Herodian und die spätantike Historia Augusta, die allgemein und insbesondere hinsichtlich der Darstellung von Alexanders Regierungszeit als wenig vertrauenswürdig gilt.
Herodian betrachtete die sorgfältige Erziehung Alexanders als wesentliches Verdienst seiner Mutter, kritisierte Mamaea aber als geldgierig und kleinlich und warf ihr vor, im Perserkrieg aus Feigheit und übertriebener Mutterliebe ein entschlossenes Vorgehen verhindert und damit das Scheitern des Feldzugs verschuldet zu haben. In diesen Zusammenhang ist auch seine Darstellung von Alexanders und Mamaeas Untergang einzuordnen: Alexander soll sich kurz vor seinem Tod an seine Mutter geklammert und sie jammernd beschuldigt haben, sie habe die Katastrophe verursacht. Diese frei erfundene dramatische Schilderung ist eine Frucht von Herodians literarischem Gestaltungswillen.
Der Verfasser der Historia Augusta stellte Mamaea ebenfalls als habgierig dar und schrieb, Alexander habe nichts ohne ihren Rat unternommen. An anderer Stelle lobte er sie als hervorragende Mutter. Sie tritt in seiner Darstellung aber generell in den Hintergrund, da die Betonung ihrer Rolle das Bild des idealisierten Kaisers verdunkelt hätte. Auch der Verfasser der spätantiken Epitome de Caesaribus griff das Motiv des angeblichen Geizes auf. Er erzählte darüber eine Anekdote: Mamaea habe den Kaiser gezwungen, Essensreste aufzubewahren und bei der nächsten Mahlzeit zu verzehren.
Mamaeas außerordentlich starker Einfluss auf ihren Sohn fand einen Nachhall in seiner Benennung als „Alexander, der Sohn der Mamaea“ (lateinisch Alexander Mamaeae) in antiken Quellen. Später wurde diese Benennung von byzantinischen Autoren übernommen.
Spätantike christliche Quellen hoben Mamaeas vermeintliche Nähe zum Christentum hervor. Der Theologe und Geschichtsschreiber Orosius behauptete sogar, sie sei Christin gewesen. Byzantinische Autoren, darunter Georgios Synkellos und Johannes Zonaras, erwähnten ihre Frömmigkeit und ihre Begegnung mit Origenes.
Auch bei den mittelalterlichen lateinischsprachigen Gelehrten des Westens stand dieser Aspekt im Blickfeld. Man betrachtete – Orosius folgend – Mamaea als Christin. Da man von ihrem gewaltsamen Tod wusste, entstand im Spätmittelalter die von Thomas Ebendorfer überlieferte Legende, sie sei als Märtyrerin für ihren Glauben gestorben. Nach Ebendorfers Darstellung tötete Alexander Mamaea, weil sie sich zum Christentum bekannte. Die Ermordung des Kaisers bei der Soldatenmeuterei sah Ebendorfer als göttliche Strafe für den Muttermord.

### Moderne
In der modernen Forschung findet Mamaeas Bemühen um Stabilisierung des Reichs Anerkennung, doch wird zugleich auch konstatiert, dass ihr Konsolidierungsversuch nicht erst in der Endphase ihrer Herrschaft gescheitert sei. Alfred Heuß stellt fest, sie habe es geschafft, „zwölf Jahre lang für einigermaßen erträgliche Verhältnisse zu sorgen“, doch sei ihr zum Verhängnis geworden, dass sie mit den Soldaten nicht fertig wurde. Karlheinz Dietz schreibt, sie habe zwar die besten Absichten gehabt und in ihrer Herrschaft seien „Momente der Stabilität und Kontinuität“ zu erkennen, doch seien Disziplinlosigkeit und Anarchie als Symptome einer inneren Krise für die Jahre ihrer Machtausübung kennzeichnend. Auch Karl Christ weist auf Mamaeas guten Willen hin, der aber den verhängnisvollen Mangel an militärischer Autorität nicht habe wettmachen können. Trotz positiver Ansätze und „nicht geringer Leistungen“ sei es ihr nicht gelungen, die innere Ordnung zu festigen. Das römische Heer sei in erbärmlicher Verfassung gewesen.